# Détroit Icy
Le détroit Icy est un détroit du sud-est de l'Alaska aux États-Unis.

## Description

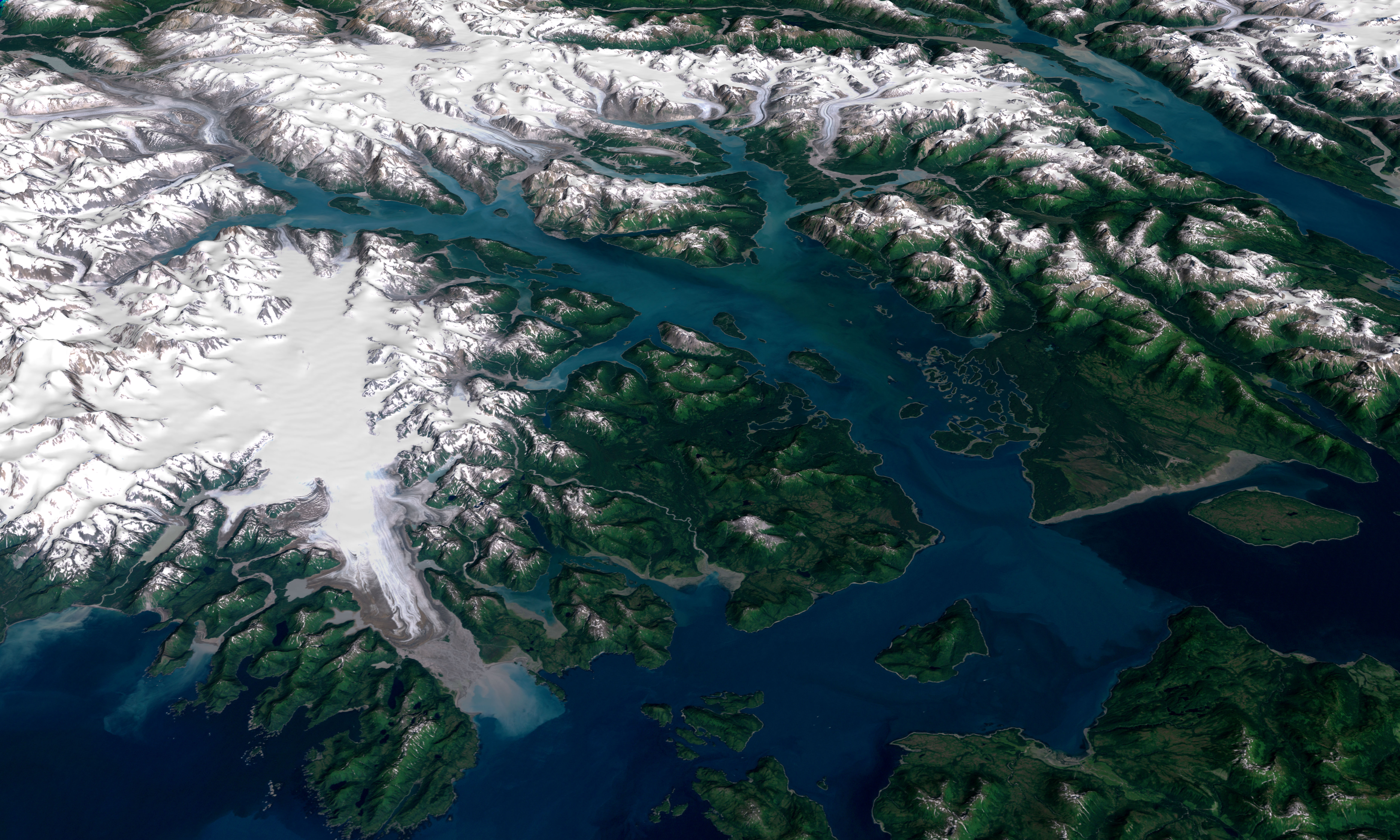
Détroit Icy

Il est situé entre l'île Chichagof et le sud de la partie continentale de l'Alaska. Il est long de 64 km depuis l'ouest, à l'intersection du passage Cross et de la baie Glacier, vers l'est au détroit de Chatham et au canal Lynn.
Les deux plus grandes îles qui s'y trouvent sont l'île Pleasant et l'île Lemesurier.
Le phare du cap Spencer est un important repère de navigation.

## Sources et références
- (en) « Détroit Icy », Geographic Names Information System

- (en) Cet article est partiellement ou en totalité issu de l’article de Wikipédia en anglais intitulé « Icy Strait » (voir la liste des auteurs).